# Тоталитарный рэп
«Тоталитарный рэп» — песня группы «Алиса», записанная в 1988 году для альбома «Шестой лесничий». Также песня известна как «Тыр-тыр-тыр». Это название можно встретить в дискографии группы. Автор музыки и слов песни Константин Кинчев.

## История
По признанию самого К. Кинчева, текст песни родился во время записи альбома «БлокАда» в 1987 году. Впервые лидер «Алисы» показал песню друзьям на фестивале в Шушарах, неподалёку от Ленинграда, районе, известном своей колонией строгого режима.
Песня стала своеобразным подарком Юрию Шевчуку к его Дню рождения.
В 1988 году песня была записана на плёнку в рамках записи альбома «Шестой лесничий». В это время из коллектива временно ушёл Андрей Шаталин, и гитарные партии в треке «Тоталитарный рэп» исполнил специально приглашённый Игорь Чумычкин, который после этого остался в группе. Кроме «Тоталитарного рэпа» Чумычкин озвучил всего две песни альбома. По словам Кинчева, Чумычкин отлично справился с поставленной задачей: «Там сразу слышно — звук неподражаемый. Конечно, Игорь гениальный гитарист!»
Большая часть альбома писалась в Минске. Работали ночами, в легендарной передвижной студии MCI (лейбл «Мелодия») — вагон со звукозаписывающей аппаратурой, в котором полуподпольно записывались «Аквариум», «Странные игры», «Мануфактура». Подробно об этом периоде написала Нина Барановская в своей книге «По дороге в рай».
В тираж альбом вышел лишь в 1989 году из-за дефицита в стране бумаги и целлофана для обложки. В списке песня значится как «Тыр-тыр-тыр». В скобках, как дополнительное, указано второе название. Впоследствии, на концертах, Кинчев называл песню «Тоталитарный рэп». Вскоре второе название стало главным. Эта фраза стала крылатой: журналисты тут же подхватили её как устойчивое выражение. Чаще всего в прессе она использовалась при описании модели жёсткого государственного контроля, как, например в статье Станислава Ф. Ростоцкого «Тоталитарный рэп».

## Текст песни
С полным текстом песни можно ознакомиться на официальном сайте группы «Алиса» в разделе «Дискография».
В тексте Константин Кинчев с помощью жёстких эпитетов характеризует тоталитарный режим, что многими идеологами[какими?] конца 1980-х — начала 1990-х годов было истолковано как его профашистская позиция в отношении СССР в целом. Однако сам автор опроверг это:

На самом деле это не так. «Тоталитарный рэп» не имеет какого-то конкретного адресата. То, о чём в ней говорится, было и у нас, и в других странах. Я представляю себе так: несколько раз в столетие с небес на землю ниспосылается этакий монстр. Он устанавливает режим, который держит людей в постоянном страхе. И эта песня как раз о таком режиме, о презрении прав человека, об отсутствии свободы — об обществе, лишённом демократии.

Во втором куплете песни Кинчев перечисляет ведущие группы Ленинградского рок-клуба. По словам Кинчева, он просто «по-доброму подтрунивает над ними»:

Тоталитарный рэп — это «Аквариум»

Для тех, кто когда-то любил океан.

Тоталитарный рэп — это «Зоопарк»,

Если за решёткой ты сам.

Тоталитарный рэп — это «АукцЫон»,

Где тебя покупают, тебя продают.

Тоталитарный рэп — это «Джунгли»,

В которых, как ни странно, живут.

Тоталитарный рэп — это «Телевизор»,

Он правит нами, он учит нас жить.

Тоталитарный рэп — это «Кино»,

но о «Кино» я не могу говорить.

Тоталитарный рэп — это «Игры» под током,

Этакий брейк-данс.

Строчка о группе «Кино» изначально звучала как «О „Кино“ я не хочу говорить». Несмотря на тесные дружеские отношения с Виктором Цоем, у Кинчева не со всеми участниками группы «Кино» были тёплые отношения. Возможно поэтому он сделал такой резкий выпад. Лишь через два года, на концертах, строчка была изменена: «О „Кино“ я не могу говорить». После смерти Цоя это звучало как дань памяти и скорби. Сам Кинчев объясняет это так: «Дело в том, что в момент написания этой песни я только что отснялся в кинофильме. И этот кинофильм мне очень не понравился. Со временем я успокоился и стал произносить эту строчку так, как произношу её и сейчас».
Словно провоцируя слушателей, Кинчев заканчивает песню словами: «Что вы, мой фюрер, я просто антифашист!»